# Тогачар
Тогачар, Тогачар-куреген, Тогачар-нойан (?—1221, Нишапур) — монгольский военачальник.

## Биография
По сведениям Нисави и Джувейни, был зятем (монг. хүргэн) Чингис-хана. Во время завоевания государства хорезмшахов Тогачар с 10-тысячным отрядом в течение 15 дней осаждал Нису, город в Прикопетдагском оазисе. С помощью хашара и осадных орудий Ниса была взята, население истреблено. В ноябре 1220 года тумэн Тогачара подошёл к Нишапуру. На третий день сражения Тогачар был убит стрелой, и монголы отступили. После взятия Нишапура армией Толуя (апрель 1221 года) было приказано в качестве мести за смерть Тогачара «разрушить город до самого основания, чтобы это место можно было перепахать; и чтобы во исполнение мести в живых не осталось даже кошек и собак». Старшая жена Тогачара, дочь Чингис-хана, прибыла в город, чтобы лично проследить за исполнением приказа. О гибели под Нишапуром зятя Чингис-хана, сообщает и Усман Джузджани, не называя его имени.

## Разночтения в источниках
Бартольд отождествляет Тогачара с упоминаемым в летописи Рашид ад-Дина Тукучаром из племени кунгират (унгират) и Тохучаром «Сокровенного сказания». Однако, первый был убит не нишапурцами, а жителями Гура (Афганистан); второго Чингис-хан приговорил за нарушение приказа к смертной казни, но затем помиловал, и Тохучар, вероятно, был жив ещё при кагане Угэдэе (1229—1241).
По сведениям Рашид ад-Дина, четвёртую дочь Чингис-хана Тумалун, «отдали за сына государя кунгират, по имени Гургэн-гургэн. Несмотря на то, что слово гургэн значит зять, имя его было таково». Дж. Бойл делает предположении о посмертном табуировании имени Тогачара, что могло внести путаницу в источник. В другом месте летописи Рашид ад-Дина мужем Тумалун назван кунгират Шику-гургэн, сын Алчу-нойона; он, вероятно, соответствует Чигу-гурэгену «Сокровенного сказания».